# The Memphis Sessions (album Ricky’ego Nelsona)
The Memphis Sessions – album muzyczny z 1986 roku nagrany przez Ricky'ego Nelsona, wydany po jego śmierci przez Epic Records. 

## Utwory
| A1 | That's Alright Mama                      | 2:36 |
| A2 | It's All Over Now                        | 3:28 |
| A3 | Dream Lover                              | 3:12 |
| A4 | Rave On                                  | 2:44 |
| A5 | Sleep Tight, Good Night Man              | 3:24 |
| B1 | Almost Saturday Night                    | 2:42 |
| B2 | Lay Back In The Arms Of Someone You Love | 3:04 |
| B3 | Stuck In The Middle                      | 3:29 |
| B4 | Send Me Somebody To Love                 | 2:55 |
| B5 | True Love Ways                           | 1:55 |